# M51 (ミサイル)
M51はフランスが開発した潜水艦発射弾道ミサイル（フランス語：Mer-Sol-Balistique-Stratégique）。フランス海軍が運用していたM45ミサイルを更新するものであり、2010年から運用を開始した。フランス海軍のル・トリオンファン級原子力潜水艦に16基搭載される。

## 概要

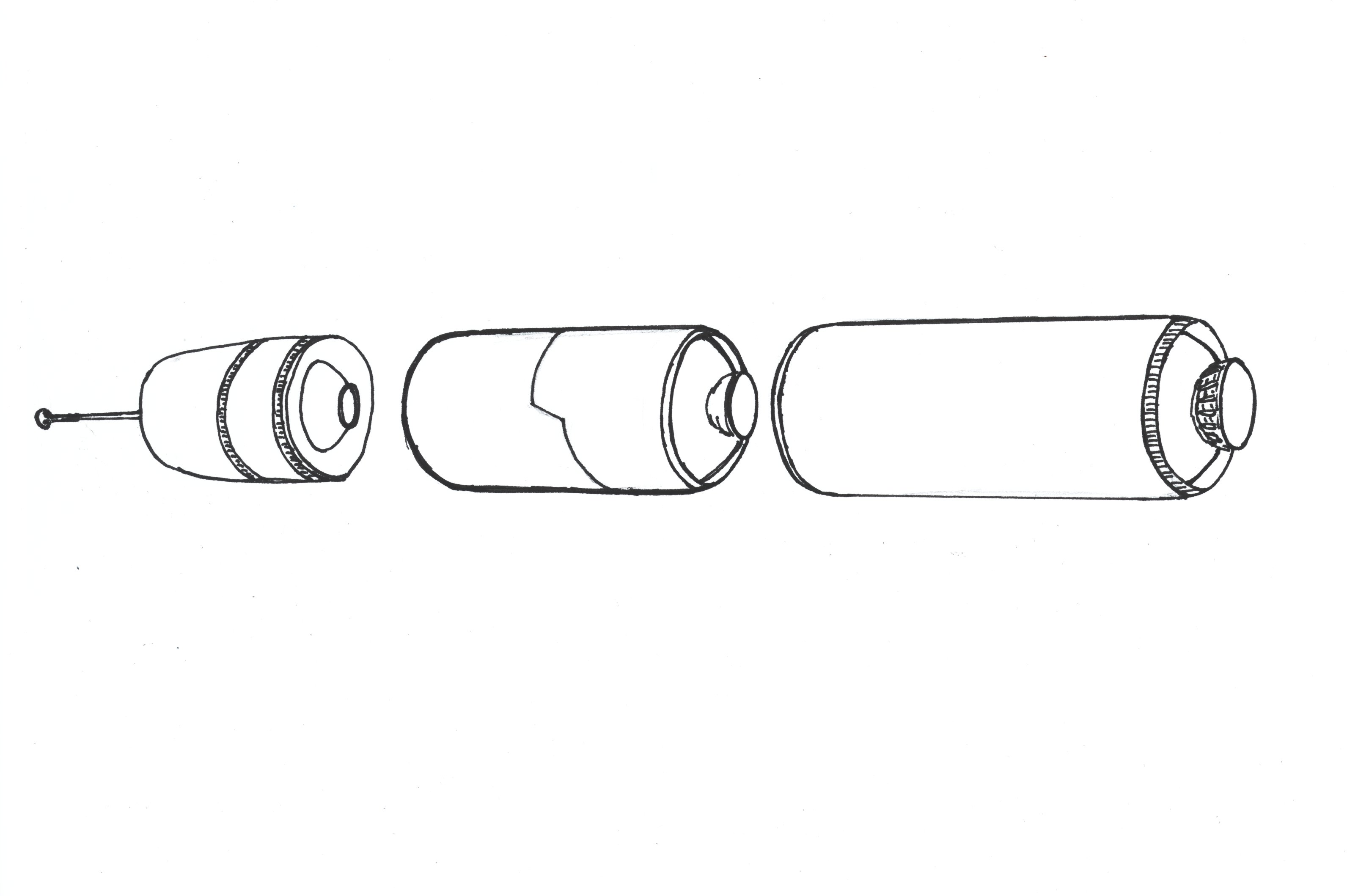
M51

左からル・ルドゥタブル級船殻内のM4ミサイル、ル・トリオンファン級船殻内のM45ミサイルと、M51ミサイル

フランス海軍はM45の後継として射程11,000kmで新型弾頭を持つM5を1993年より開発していたが、この計画は1996年に縮小されM45を上回る射程8,000km-10,000kmで弾頭は同じくTN 75を使用するM51に変更された。初の発射試験は2006年11月9日に行われ、成功している。引き続き2007年6月と2008年11月に行われた試射も成功し、2010年7月10日には、ル・テリブル(S619)より作戦環境下での試射に成功、9月からはル・テリブルに搭載し作戦配備につけられた。
三段式の固体燃料ロケットであり、先端にエアロスパイクと呼ばれる突起が出ることによりブースト段階での空気抵抗を減らす。2010年就役の初期型はM51.1と呼ばれ、TN 75核弾頭搭載であるが、製造元のEADSグループでは、新型核弾頭（TNO, Tête nucléaire océanique）を搭載した改良型のM51.2を2015年までに就役できるように開発を行っている。
更なる改良型として、被迎撃性を抑えたM51.3の開発が2014年から開始されており、2025年頃を目途に開発完了の計画である。

## 要目
- 全長：12.0m
- 胴体直径：2.3m
- 自重：52t
- 射程：8,000km-10,000km
- 弾頭：TN 75核弾頭（核出力100−150kt） MIRV 6基